# Arthur Machado
Arthur Machado meglio conosciuto come Machado (Niterói, 1º gennaio 1909 – 20 febbraio 1997) è stato un calciatore brasiliano. Ha giocato come difensore per diverse squadre brasiliane e per la Nazionale brasiliana nel Campionato mondiale di calcio 1938.

## Palmarès

### Club
- Campionato Carioca: 5

Fluminense: 1936, 1937, 1938, 1940, 1941